# Flintville
Flintville – jednostka osadnicza w Stanach Zjednoczonych, w stanie Tennessee, w hrabstwie Lincoln.